# ماهیچه (برش گوشت)

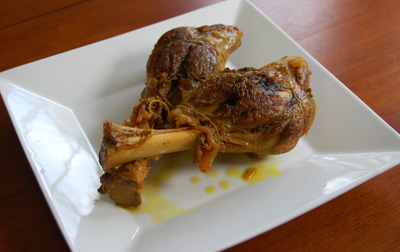
ماهیچهٔ پختهٔ بره

برش‌های آمریکایی گوشت گاو

ماهیچه در اصطلاح قصابی و برش گوشت به گوشت ساعد و ساق گاو و گوسفند گفته می‌شود و نباید با اصطلاح ماهیچه در کالبدشناسی که به معنای مطلق عضله می‌باشد اشتباه گرفته شود. ماهیچه به دلیل بافت عضلانی ویژه‌اش، لطافت و نرمی بیشتری نسبت به دیگر برش‌های گوشت دارد.
ماهیچه در زبان انگلیسی Shank نامیده می‌شود.
برخی از غذاهایی که با ماهیچه تهیه می‌شوند عبارت اند از:
- اُسُبوکو: از غذاهای میلان ایتالیا
- کازوئلا: از غذاهای شیلی